# Bedrijfsfysiotherapie
Bedrijfsfysiotherapie is een specialisatie van fysiotherapie gericht op verzuimpreventie.
De bedrijfsfysiotherapeut zet zich in voor de gezondheid van organisaties en medewerkers, samen met werkgevers en werknemers, maar ook met ARBO-organisaties, brancheverenigingen en verzekeraars. De bedrijfsfysiotherapeuten werken aan het voorkomen van gezondheidsproblemen op de werkplek, verminderen en herstellen van aandoeningen van het bewegingssysteem en ondersteunen waar nodig bij de re-integratie van (langdurig) zieke werknemers, via een geïntegreerde aanpak aan een gezonde werkomgeving.

## Stichting Registratie Bedrijfsfysiotherapeuten
In 1998 is de Stichting Registratie Bedrijfsfysiotherapeuten opgericht, die het register beheert van bedrijfsfysiotherapeuten die voldoen aan vastgestelde opleidings- en kwaliteitseisen. Met ingang van 1999 zijn de eerste register bedrijfsfysiotherapeuten (Rbf) opgenomen in het register. Dit register is te raadplegen via de website van de Nederlandse Vereniging voor Bedrijfs- en Arbeidsfysiotherapeuten.